# كربليوي ضد يونيرويال
كربليوي ضد شركة يونيرويال, 670 السلسلة الثانية من المراسل الفدرالي 760 (الدائرة السابعة. 1982) هو قرار قانون العمل الأمريكي الصادر عن محكمة استئناف الدائرة السابعة بالولايات المتحدة فيما يتعلق بمنح أتعاب المحاماة في دعوى تمييز. وتتعلق وقائع القضية بممارسات تمييزية مزعومة في انتهاك للمادة السابعة من قانون الحقوق المدنية لعام 1964. وقد تساوى المتقاضون في القضية لصالح المدعين ، لكنهم رفعوا قضية أتعاب المحاماة المعقولة على محكمة المقاطعة.

## الحقائق
زُعم أن يونيرويال شركة المطاط حافظت على «نظام فصل التوظيف والأقدمية في مصنعها في ميشاواكا ، إنديانا حيث كانت النساء يعملن بكثرة في قسم إنتاج الأحذية ، بينما كانت هناك خطوط أخرى تستخدم في الغالب موظفين ذكور». تقدمت ألتا شرابلوي وعاملات أخريات بتهم ضد الشركة في دعوى جماعية تم تسويتها في النهاية لصالحهم بعد سنوات من التقاضي.

## روابط خارجية
- Text of Chrapliwy v. Uniroyal, Inc., 670 F.2d 760 (7th Cir. 1982) is available from:  CourtListener  Justia  OpenJurist  Google Scholar